# Simoselaps
Simoselaps es un género de serpientes venenosas de la familia Elapidae que se distribuyen por Australia.

## Especies
Se reconocen las 5 siguientes según The Reptile Database:
- Simoselaps anomalus (Sternfeld, 1919)
- Simoselaps bertholdi (Jan, 1859)
- Simoselaps bimaculatus (Duméril, Bibron & Duméril, 1854)
- Simoselaps littoralis (Storr, 1968)
- Simoselaps minimus (Worrell, 1960)